# Chill Kill
Chill Kill è il quarto album in studio (il terzo in lingua coreana) del girl group sudcoreano Red Velvet, pubblicato nel 2023.

## Tracce
1. Chill Kill – 3:34
2. Knock Knock (Who's There?) – 3:21
3. Underwater – 3:25
4. Will I Ever See You Again? – 3:11
5. Nightmare – 3:25
6. Iced Coffee – 3:18
7. One Kiss – 3:19
8. Bulldozer – 2:40
9. Wings – 3:43
10. Scenery (풍경화?) – 3:29

## Classifiche

### Classifiche settimanali
| Classifica (2023) | Posizione massima |
| ----------------- | ----------------- |
| Corea del Sud     | 1                 |
| Giappone          | 12                |

### Classifiche di fine anno
| Classifica (2023) | Posizione |
| ----------------- | --------- |
| Corea del Sud     | 47        |